# Kismányok
Kismányok is een plaats (község) en gemeente in het Hongaarse comitaat Tolna. Kismányok telt 359 inwoners (2001).